# Ariadna solitaria
Ariadna solitaria är en spindelart som beskrevs av Simon 1891. Ariadna solitaria ingår i släktet Ariadna och familjen sexögonspindlar. Inga underarter finns listade i Catalogue of Life.